# حياة لا تشبهني
حياة لا تشبهني هو مسلسل كويتي، عُرض لأول مرة في 3 يناير 2024، تدور أحداث المسلسل في السبعينيات والثمانينيات من القرن العشرين، حول أسرة أفرادها يعيشون في واقع لا يشبه أحلامهم وطموحاتهم.

## أبطال المسلسل
قام العديد من الممثلين الكبار بتصوير مسلسل حياة لا تشبهني، وعلى رأسهم:
- سماح بدور إيمان.
- عبد الله التركماني بدور راشد.
- هبة الدري بدور نوال.
- حسين المهدي بدور صلاح.
- حمد العماني بدور غانم.
- إيمان الحسيني بدور ضحى.
- نصار النصار بدور عبد الرحمن.
- جنى الفيلكاوي بدور نورة.
- مشعل العيدان بدور فيصل.
- هبة الناجم بدور وسيمة.

### ضيوف الشرف والأطفال
- جاسم النبهان - ضيف شرف.
- أسمهان توفيق - ضيف شرف.
- كارلا بطرس - ضيف شرف.
- ريهام أحمد - ضيفة شرف.
- خالدة الفيلكاوي - طفلة.
- تالين الفيلكاوي - طفلة.

## وصلات خارجية
- حياة لا تشبهني على موقع قاعدة بيانات الأفلام العربية